# Leptomysis capensis
Leptomysis capensis är en kräftdjursart som beskrevs av Illig 1906. Leptomysis capensis ingår i släktet Leptomysis och familjen Mysidae. Inga underarter finns listade i Catalogue of Life.